# Munka Érdemrend (Románia)
A Munka Érdemrend (románul: Ordinul Muncii) a szocialista Románia kitüntetése volt.

## Története
A Román Népköztársaság (RPR) kikiáltása után másodikként megalakult rendet 1948-ban alapították azzal a céllal, hogy érdemeket jutalmazzanak vele, különösen a munka terén, de végül azoknak ítélték oda, akik jelentős eredményeket értek el számos tevékenységi ágazatban. A rendnek három osztálya volt, és 1949 óta a „Munka Érdemérem” kitüntetéssel járt. Amikor 1965-ben az állam nevét Románia Szocialista Köztársaságra változtatták, az RPR helyére az RSR betűk kerültek. A kommunizmus idején készült számos európai kitüntetéstől eltérően, a románok általában jó minőségűek voltak.

## Leírása
Mérete 46,7 x 43,5 mm és három egymást átfedő darabból áll. Középen a sarló és a kalapács két búzakalászon nyugszik, köztük egy ötágú, zománcozott vörös csillaggal. Az egészet babérlevelek veszik körül. A háttér egy narancssárga Nap és egy sor napsugár. Alul piros zománcozott sáv, az RPR vagy RSR kezdőbetűkkel. Az I. osztályban a napsugarak arany, a babérlevelek pedig ezüst színűek. A II. osztályban a napsugarak ezüst, a babérlevelek arany színűek, a III. osztályban pedig a napsugarak és a babérlevelek is bronz színűek.
Egyes magas rangú tisztviselők számára készült példányok nemesfémekből készültek: 750-es finomságú aranyból (18 K) és ezüstből, súlyuk 35 g.

## Jelvények
- A jelvény domborműves aranyozott bronz pajzs és vörös zománcozott címer, két részből álló szerkezettel: az előlapon középen sugárzó narancssárga Nap, alsó felében vörös zománcszalag az RPR betűkkel. közepén babérkoszorú, búzakalászok, sarló és kalapács, valamint egy kicsi, zománcozott vörös ötágú csillag; a hátoldalon egy tűágy és egy függőleges tű a záráshoz.
- A szalag sárga, piros osztályjellel, piros szegéllyel.

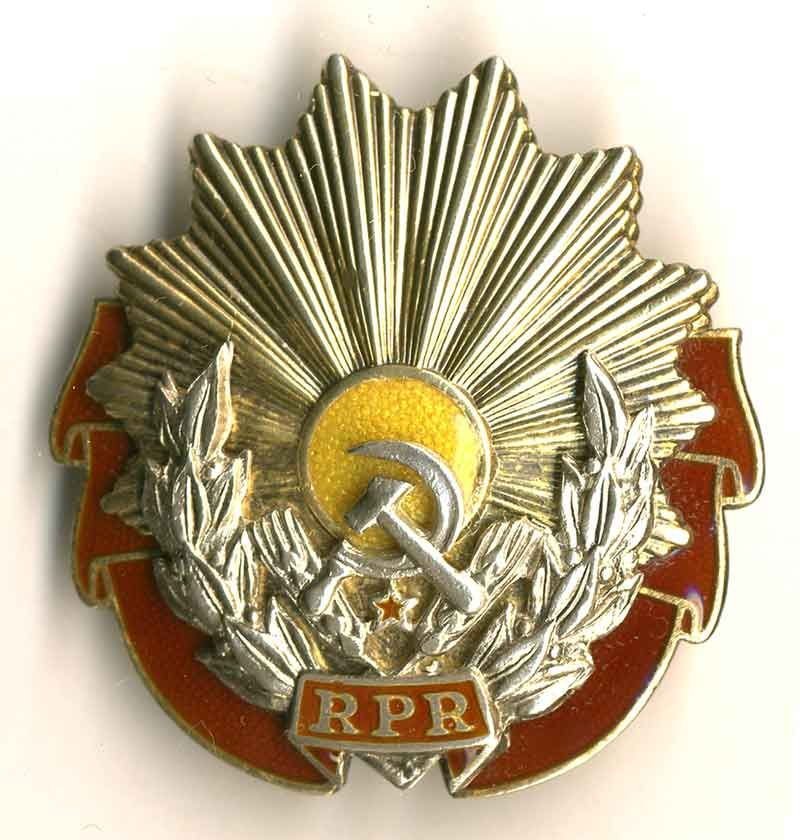
I. o., RPR
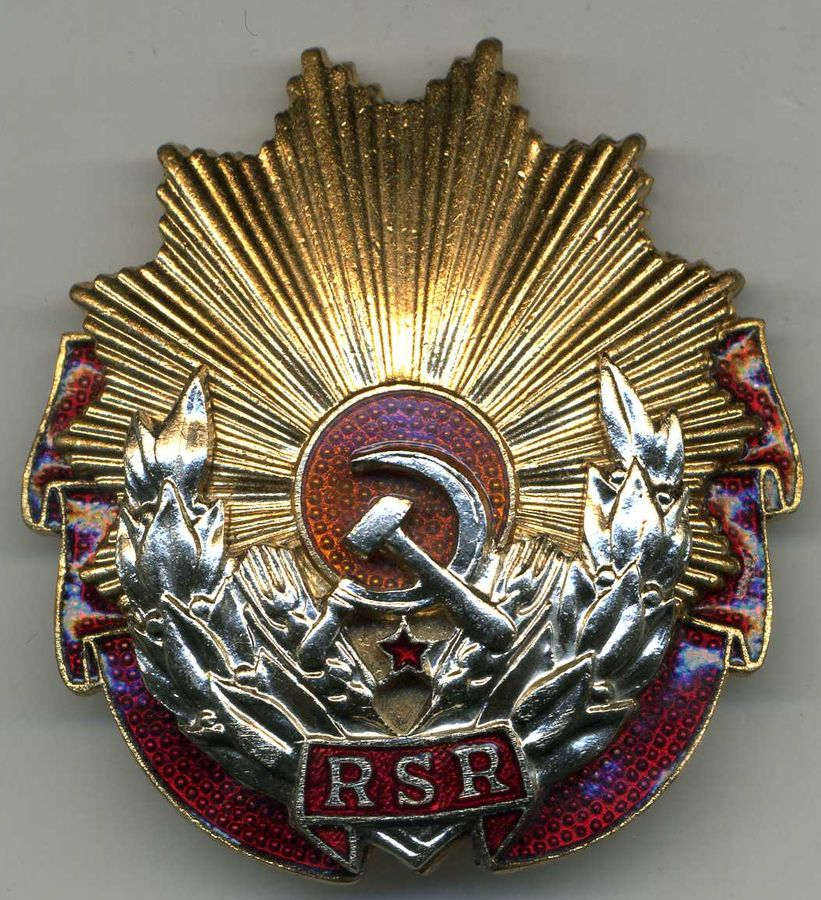
I. o., RSR
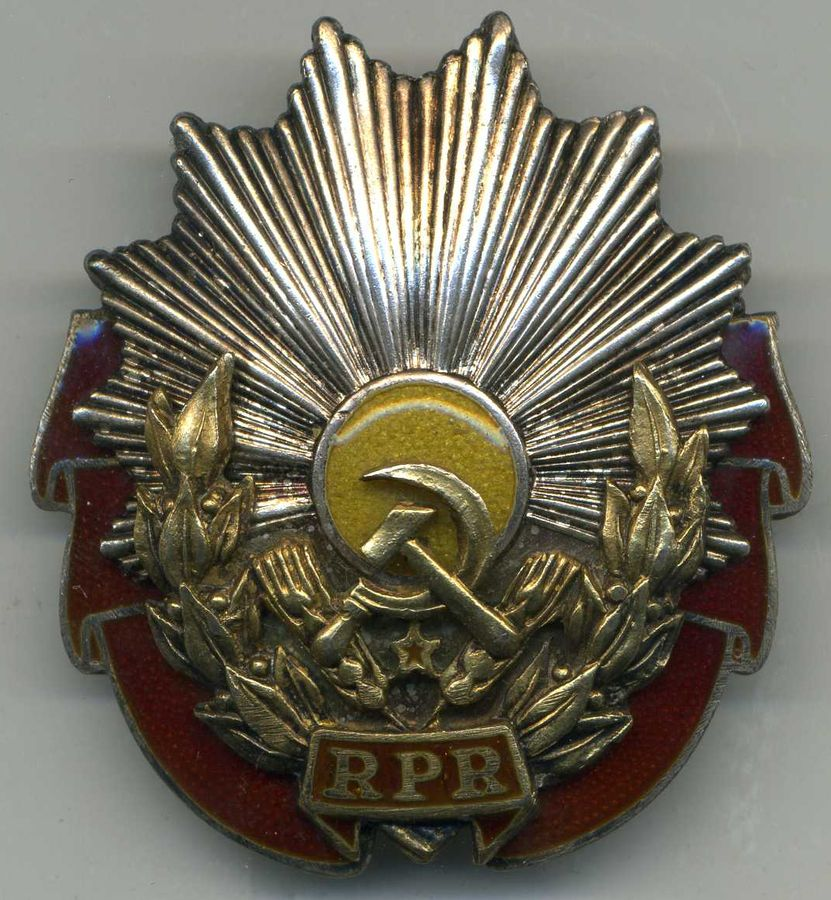
II. o., RPR
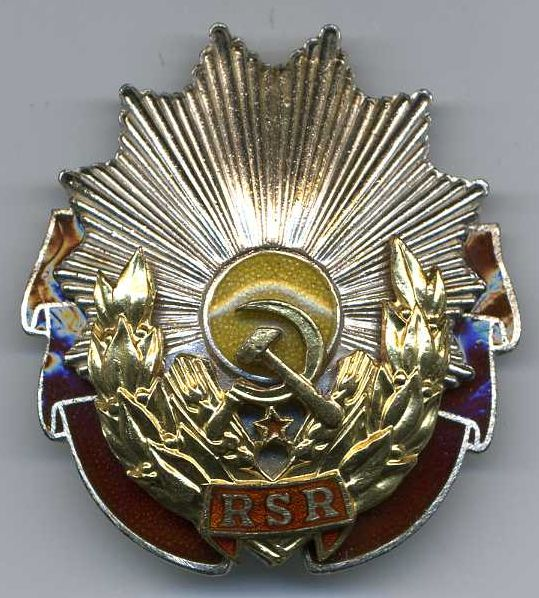
II. o., RSR
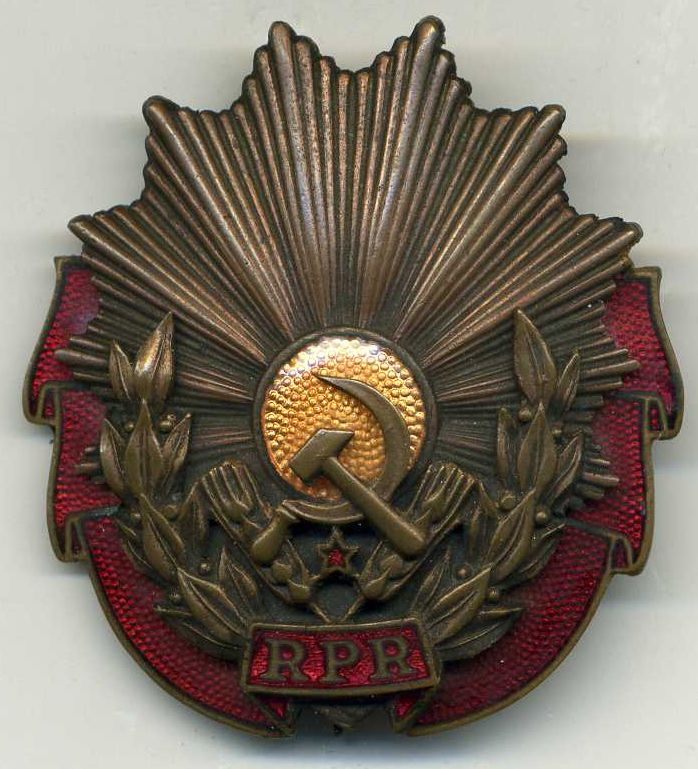
III. o., RPR
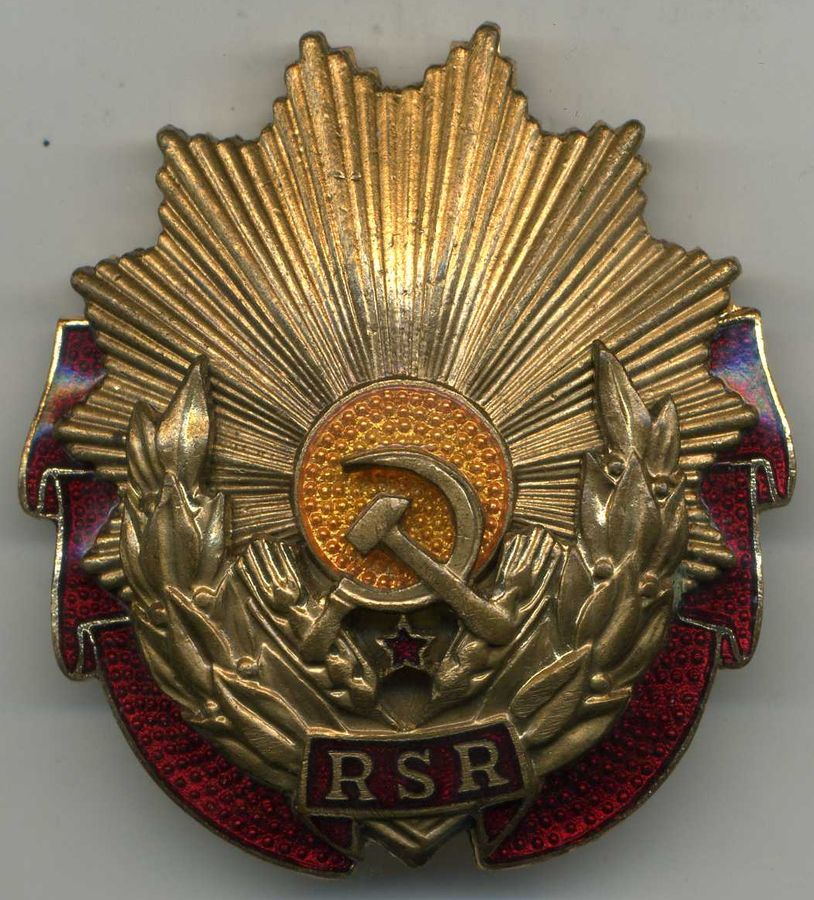
III. o., RSR

## Munka Érdemérem

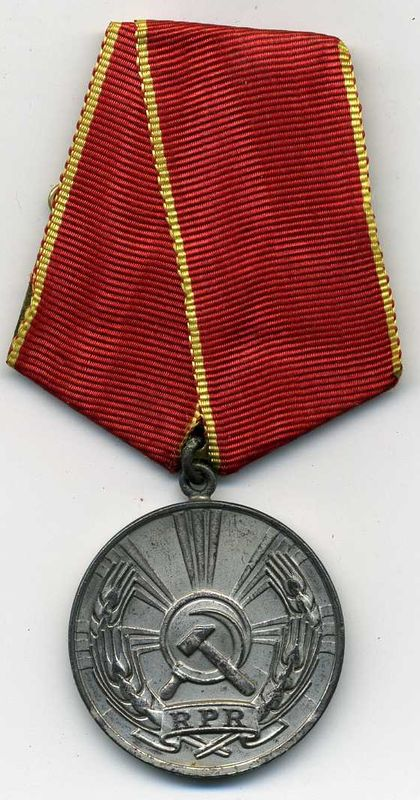
Az érdemérem

A Munka Érdemérem kitüntetést az államtanács a 172/1949-es és a 414/1953-as rendelete kreálta, és az 1998. január 8-ai 7. törvény hatályon kívül helyezte. Az érmet a hátoldalon található felirat szerint „kimagasló munkáért” ítélték oda.

## Fordítás
Ez a szócikk részben vagy egészben  az   Ordine del Lavoro (Romania) című olasz Wikipédia-szócikk ezen változatának fordításán alapul.  Az eredeti cikk szerkesztőit annak laptörténete sorolja fel. Ez a jelzés csupán a megfogalmazás eredetét és a szerzői jogokat jelzi, nem szolgál a cikkben szereplő információk forrásmegjelöléseként.